# Opsiphanes boisduvalii
Opsiphanes boisduvalii är en fjärilsart som beskrevs av Doubleday 1849. Opsiphanes boisduvalii ingår i släktet Opsiphanes och familjen praktfjärilar. Inga underarter finns listade i Catalogue of Life.